# Berthe Marx
Pour les articles homonymes, voir Marx.
Berthe Marx, née le 28 juillet 1859 à Paris et morte le 11 octobre 1925 à Biarritz, est une pianiste et compositrice française.

## Biographie
Berthe Marx naît à Paris dans une famille de musiciens juifs. Son père, Elias Isaac Isidore Marx (1814-), dit Isidore Marx, joue au Théâtre de l’Opéra et à l’Orchestre des Conservatoire de Paris et sa mère, Mathilde Singer (1830-1893) descendrait de la famille de violonistes Singer,.   
En 1868, elle entre au Conservatoire de Paris sans passer par le concours d'entrée et étudie le piano avec Emilie-Charlotte Rety et Henri Herz.
Daniel-François-Esprit Auber s'intéresse à ses études. Elle devient l'élève favorite d'Henri Herz et obtient grâce à lui son premier prix de piano en 1874. Elle obtient aussi les prix de solfège et d'harmonie. Elle étudie aussi avec Stephen Heller. 
Après ses études, elle donne des concerts dans toute l'Europe. Elle rencontre, à Bruxelles, le violoniste Pablo de Sarasate et travaille en étroite collaboration avec lui jusqu'à la mort de celui-ci en 1908,.
Seule ou avec lui, elle fait de nombreuses tournées en Europe, au Mexique, aux États-Unis et participe à plus de six cents concerts. 
Elle compose plusieurs « Rhapsodies Espagnoles », et arrange les danses espagnoles de Pablo de Sarasate pour piano. Elle travaille aussi avec son mari, Otto Goldschmidt, sur ses arrangements musicaux et ses tournées.
Son dernier concert avec Pablo de Sarasate a lieu en avril 1908 à Sarragosse. Il meurt le 20 septembre 1908. Berthe Marx ouvre une galerie d'art et un musée Sarasate dans la Villa Navarra à Biarritz. À partir de ce moment, elle partage sa vie entre Biarritz et Paris.
À partir de 1920, elle poursuit sa carrière en soliste.
Berthe Marx a reçu plusieurs distinctions pour son travail artistique, dont la médaille "Bene merenti, 1re classe" de Roumanie.
Elle est répertoriée comme musicienne juive, à titre posthume, dans les deux lexiques de la musique antisémite en Allemagne à l'époque nazie, le lexique "Judaïsme et musique" de Hans Brückner (de) et Christa Maria Rock en 1938 , et le Lexique des juifs en musique (de) en 1940 de Theo Stengl et Herbert Gerigk.

## Vie privée
Berthe Marx épouse le marchand parisien Georges Joseph Vincent Alfred Polonini (1849–1917) le 29 juillet 1875. Ils ont deux fils: Louis (1875–1951) et Jean (env. 1878–1896), décédé à Berlin à l'âge de 19 ans, dans un accident de vélo. Ils se séparent rapidement et divorcent le 18 janvier 1887.
Elle épouse ensuite Otto Goldschmidt, compositeur et critique musical et ami de Pablo Sarasate, le 7 août 1894 à Marlotte, où ils vivent ensuite.

## Œuvre
Berthe Marx compose beaucoup de morceaux pour piano, souvent joués dans les salons.

### Œuvres et arrangements pour piano
- Ave Maria pour voix, violon et piano, Berlin, Simrock, 1909
- Frédéric Chopin, Nocturne op. 55 Nr. 2, arrangé pour violon et piano, Mayence, Schott, 1910
- Cadences pour le 22e Concerto pour piano (mi bémol majeur) de W. A. Mozart KV 482, Berlin, Leipzig, Simrock 1912
- Johann Sebastian Bach, Prélude et Fugue in C minor pour orgue, piano, transcription, Berlin, Simrock 1912
- Les Chansons de Beatrix op. 4, piano, Berlin, Simrock 1912
- Six Etudes pour piano (sans date)
- Benjamin Godard, Sur le Lac op. 36, Nr. 1, transcription pour piano, Paris, J. Hamelle
- Pablo de Sarasate, Jota Navarra op.33, arrangement pour 2 pianos, Berlin, Simrock, 1901
- Pablo de Sarasate, Habanera, Danse espagnole. Morceau de Concert pour piano, Berlin, Simrock, 1889
- Zapatando. Morceau de Concert pour piano(d'après Danse espagnole de Sarasate), Berlin, Simrock, 1889
- Miramar. Zortzico pour piano d'après op.42 de Pablo de Sarasate, Leipzig, Zimmermann, 1900
- Caprice basque pour piano d'après op. 24 de Pablo de Sarasate, Leipzig, 1903
- Petite fantaisie, sur la Berceuse de Franz Schubert pour violoncelle et piano, Berlin, Simrock, 1908
- Rhapsody Hongroise pour piano d'après les airs gitans de Pablo de Sarasate, Leipzig, Senff ,vers 1905
- Johann Sebastian Bach, Ouverture pour une cantant, transcription pour piano, Berlin, Leipzig, Simrock, sans date